# Almirante Valdés
Die USS Converse (DD-509) war ein Zerstörer der Fletcher-Klasse und diente in der United States Navy im Zweiten Weltkrieg. Sie wurde 1959 an Spanien abgegeben und diente als Almirante Valdés (D23) bis 1986 in der Spanischen Marine. 1988 wurde das Schiff zum Abbruch verkauft.

## Namensgeber
Rear Admiral George Albert Converse (1844–1909) war Offizier der US Navy und diente im Spanisch-Amerikanischen Krieg.

## Technik

### Rumpf und Antrieb
Der Rumpf der USS Converse war 114,7 m lang und 12,2 m breit. Der Tiefgang betrug 5,4 m, die Verdrängung 2.100 Tonnen. Der Antrieb des Schiffs erfolgte durch zwei Dampfturbinen von General Electric, der Dampf wurde in vier Kesseln von Babcock & Wilcox erzeugt. Die Leistung betrug 60.000 Wellen-PS, die Höchstgeschwindigkeit lag bei 35 Knoten.

### Bewaffnung und Elektronik
Hauptbewaffnung waren ihre fünf 5"(127 mm)/38 Mk.30-Einzeltürme. Dazu kamen diverse Flugabwehrkanonen. Die Flugabwehrbewaffnung wurde im Laufe des Krieges immer weiter verstärkt.
Die USS Converse war mit Radar ausgerüstet. Am Mast über der Brücke waren ein SG- und ein SC-Radar montiert, mit denen Flugzeuge auf Entfernungen zwischen 15 und 30 Seemeilen und Schiffe in Entfernungen zwischen 10 und 22 Seemeilen geortet werden konnten.

## Geschichte
Die USS Converse wurde am 23. Februar 1942 bei Bath Iron Works auf Kiel gelegt und lief am 30. August 1942
vom Stapel. Die Taufpatin war A. V. Jackson. Am 20. November 1942 wurde der Zerstörer unter dem Kommando von Commander D. C. E. Hamberger in Dienst gestellt.

### 1943
Nach Abschluss der Erprobungen und Ausbildungen in Guantanamo Bay auf Kuba und Pearl Harbor erreichte die USS Converse  am 17. Mai 1943 Nouméa. Während des Sommers eskortierte sie Konvois nach New Georgia sowie zwischen Espiritu Santo und Guadalcanal. Am 16. September 1943 erreichte sie Port Purvis, wo sie dem Destroyer Squadron (DesRon) 23 unterstellt wurde.
Am 31. Oktober beschoss sie im Rahmen der Landung auf Bougainville japanische Flugplätze auf Buka und Küstenbatterien auf den Shortland-Inseln. Während der Landung in der Kaiserin-Augusta-Bucht am Morgen des 1. November 1943 wurden vier japanische Kreuzer und sechs Zerstörer südlich von Rabaul gemeldet. Die Zerstörer des DesRon 23 gingen auf nördlichen Kurs, um den japanischen Verband abzufangen. Am 2. November um 2:27 Uhr wurden die japanischen Schiffe geortet. Im Verlauf der Seeschlacht bei der Kaiserin-Augusta-Bucht wurden ein japanischer Leichter Kreuzer und ein Zerstörer versenkt.
Im November und Dezember operierte die Converse zwischen den Inseln der Neuen Hebriden. Sie patrouillierte im Seegebiet vor Bougainville, beschoss Ziele auf der Insel und eskortierte Truppentransporter mit Verstärkungen zur Insel. Am 16. November griff sie zusammen mit der Stanly ein japanisches U-Boot an, das durch Artilleriebeschuss vermutlich versenkt wurde. Am 24. November erhielten USS Converse, Charles Ausburne, Claxton, Dyson und Spence den Befehl, einen japanischen Verband, bestehend aus den Transportzerstörern Amagiri, Yugiri und Uzuki sowie den Zerstörern Onami und Makinami, abzufangen. Am 25. November wurde der Verband um 1:45 Uhr vor Kap St. George geortet. Die amerikanischen Zerstörer konnten im Verlauf der Schlacht bei Kap St. George Onami, Makinami und Yuguri versenken. Die USS Converse wurde von einem japanischen Torpedo getroffen, der allerdings nicht detonierte.
Während sie einen Konvoi mit Verstärkungen und Nachschub nach Bougainville eskortierte, wurde sie am 3. Dezember 1943 Ziel eines schweren Luftangriffs. Ein Nahtreffer führte zum Ausfall des Radar und zum Verlust der elektrischen Energie im Vorschiff. Dennoch konnte der Luftangriff abgewehrt werden. Die USS Converse verließ Port Purvis am 14. Dezember, um in Sydney die Schäden reparieren zu lassen.

### 1944
Am 30. Januar 1944 kehrte die Converse zum DesRon 23 zurück und nahm an den Beschießungen von Küstenstellungen und an den Operationen gegen den japanischen Schiffsverkehr in den nördlichen Salomonen teil. Ab 27. März 1944 gehörte der Zerstörer zur Task Force (TF) 58, um die Flugzeugträger während der Luftangriffe auf Palau, Ulithi und Woleai am 30. März und 1. April 1944 zu schützen. Ende April gehörte sie zum Zerstörerschirm des Flugzeugträgers Yorktown während der Landungen bei Hollandia und der Luftangriffe auf Truk und Ponape.
Im Juni war sie an Angriffen auf Saipan und Pagan, die der Vorbereitung der Landung dienten, sowie an Ablenkungsangriffen auf die Bonin-Inseln beteiligt. Die USS Converse schützte erneut die Flugzeugträger während der Schlacht in der Philippinensee. Anschließend nahm sie an der Eroberung der Marianen teil, bekämpfte den von Guam und Rota kommenden japanischen Schiffsverkehr und setzte ihre Artillerie gegen Landziele ein. Nachdem sie auf Eniwetok versorgt wurde, nahm sie am 4. August 1944 Kurs auf die Westküste der Vereinigten Staaten, um in der Mare Island Naval Shipyard überholt zu werden.
Sie kehrte am 3. November 1944 wieder ins Kriegsgebiet zurück und wurde zum Schutz der Träger, deren Flugzeuge die Konvois nach Leyte aus der Luft deckten, eingesetzt. Vom 19. bis zum 24. Dezember führte sie den ersten Nachschubkonvoi von San Pedro Bay auf den Philippinen nach Mindoro. Am 21. Dezember war der Konvoi mehrfach Ziel von Luftangriffen, die während des Löschens der Ladung anhielten. Die USS Converse rettete 266 Überlebende des LST-749, das Opfer der Luftangriffe wurde.

### 1945
Am 4. Januar 1945 traf die USS Foote auf die amphibische Landungsgruppe, deren Ziel der Golf von Lingayen war. Vor der Landung am 9. Januar beschoss sie Ziel in Strandnähe. Anschließend gehörte sie der Einsatzgruppe an, die Corregidor zurückerobern sollte. Ihre Artillerie bekämpfte Geschützstellungen, Kähne, Sprengboote und brachte den Eingang des Malinta Tunnels zum Einsturz.
Nach einer kurzen Überholung in der Subic-Bucht patrouillierte die USS Converse bis Mitte März vor Corregidor. Ende März und April 1945 unterstützte sie die Landungen auf Panay und auf Negros. Am 13. Mai verließ sie die San Pedro Bay und gehörte erneut zur 5. US-Flotte, mit der sie am 16. Mai die Reede von Hagushi auf Okinawa erreichte. Hier wurde sie bis Kriegsende als Radarvorposten eingesetzt. Trotz schwerer Luftangriffe wurde die USS Converse nicht beschädigt.

### Nachkriegszeit
Am 10. September 1945 lief die USS Converse von Okinawa über Pearl Harbor und durch den Panamakanal nach Washington, D.C., wo sie am 19. Oktober die dem DesRon 23 verliehene Presidential Unit Citation erhielt. Nach einer Überholung in Brooklyn wurde sie am 23. April 1946 in Charleston, South Carolina außer Dienst gestellt und in die Reserveflotte übernommen.

## Almirante Valdés (D23)
Am 1. Juli 1959 wurde das Schiff im Rahmen des Mutual Assistance Program an Spanien übergeben. Die Spanische Marine taufte den Zerstörer auf den Namen Almirante Valdés (D23).
Im Januar 1980 begleitete die Almirante Valdés die Fregatte Asturias (F 74), die die sterblichen Überreste Alfons XIII. von Rom nach Cartagena überführte. Am 23. Juni 1985 kollidierte sie während einer Übung vor Cartagena mit dem U-Boot Siroco (S 72). Nach 27 Dienstjahren in der Spanischen Marine wurde die Almirante Valdés am 17. November. 1986 außer Dienst gestellt und 1988 zum Abbruch verkauft.

## Auszeichnungen
Die USS Converse erhielt neben der Presidential Unit Citation elf Battle Stars für ihre Dienste im Zweiten Weltkrieg.